# Peace-folyó
A kanadai Peace-folyó  a Sziklás-hegységből ered, Brit Columbia északi részén.
A folyó Alberta (tartomány) északi részén halad tovább, majd betorkollik a Slave-folyóba, mely a Mackenzie mellékfolyója.
Mackenzie a 12. leghosszabb folyó a Földön, a Mekong és a Niger között helyezkedik el a hosszúság tekintetében. A vízgyűjtő területe közel 300 000  km².
A folyó felső szakaszán egy mesterséges tó van (Williston-tó), gáttal (W. A. C. Bennett Dam), ahol vízerőmű működik.
A folyó mentén a Danezaa törzs lakik. Egy rövid háborúskodás után a Danezaa törzs békét kötött a Cree törzzsel, és ennek nyomán a Danezaa törzs a folyó északi oldalán, a Cree törzs a déli oldalon helyezkedik el.
1794-ben a folyó mentén épült fel a St. John erőd. Ez volt az első nem őslakosok által lakott település Brit Columbiában.
A folyó mentén gazdag termőföldek találhatók, ahol a elterjedt a gabonatermesztés. A régió fontos központja az olaj- és gázkitermelésnek.
A folyónak két hajózható szakasza van.
A folyó mentén több rekreációs park található, valamint több indián rezervátum.

## Mellékfolyók
- Finlay
- Omineca folyó
- Ingenika folyó
- Ospika folyó
- Parsnip folyó
- Manson folyó
- Nation folyó
- Clearwater patak
- Nabesche folyó
- Carbon patak
- Portage patak, Maurice patak, Lynx patak, Farrell patak
- Halfway folyó
- Moberly folyó
- Pine folyó
- Eight Mile patak
- Beatton folyó
- Doig folyó
- Blueberry folyó
- Golata patak, Mica patak
- Kiskatinaw folyó
- Alces folyó